# هارالد هارمان
هارالد هارمان (بالألمانية: Harald Haarmann)‏ (و. 1946  م) هو لغوي، ومؤرخ ألماني.

## التعليم
تعلم في جامعة بون، وجامعة قلمرية.